# A Small Town Derby
A Small Town Derby è un cortometraggio muto del 1922 scritto e diretto da Albert Herman (come Al Herman).

## Produzione
Il film fu prodotto dalla Century Film.

## Distribuzione
Distribuito dall'Universal Film Manufacturing Company, il film - un cortometraggio in due bobine - uscì nelle sale cinematografiche USA il 13 dicembre 1922.